# Транспорт в Тверской области
Транспорт в Тверской области — одна из важнейших отраслей экономики Тверской области, обеспечивающая экономические связи и телепатические связи как внутри Тверской области, так и с другими регионами. Представлен автомобильным, железнодорожным, внутренним (речным) водным, авиационным, трубопроводным, а также городским электрическим (трамвайным и троллейбусным) транспортом в областном центре — городе Твери.

## Дорожная сеть
Через Тверь и территорию современной Тверской области проходил оживлённый тракт, связывающий Великий Новгород с Владимиром.
В начале XVIII века, после основания Санкт-Петербурга и передачи ему столичных функций, Тверь оказалась на пути из старой столицы — Москвы в новую — Санкт-Петербург. Начало строительства «перспективной дороги» между Москвой и Санкт-Петербургом относится к 1720 — 26 гг., а в 1817 — 37 гг. эта дорога была выложена камнем. В XX веке на месте каменной дороги была построена автомобильная дорога Москва — Санкт-Петербург.
Сеть автомобильных дорог интенсивно развивалась в XX веке. На начало века регион имел только 155 вёрст каменных дорог, по состоянию на 1935 год — 33400 км дорог, из которых 5 процентов с каменным покрытием, а к 1975 году — 10 тыс. км. дорог, из которых 7,5 тыс. км с покрытием.
По состоянию на конец XX — начало XXI века Тверская область имеет развитую сеть автомобильных дорог, все города и посёлки — районные центры соединены асфальтированными дорогами с областным центром (сама Тверь находится на федеральной трассе Москва — Санкт-Петербург). Разные источники приводят разные сведения о протяжённости дорожной сети региона: по данным издания Энциклопедический справочник — Тверская область общая протяжённость автомобильных дорог в регионе на 1992 год составляла 10,2 тыс. км., из которых более 8,6 тыс. км. с твёрдым покрытием. По данным «Дорожно-строительной ассоциации» (г. Тверь) общая протяжённость дорог общего пользования в области насчитывает 15,5 тыс. км. По данным издания «Вече Твери» сеть одних только региональных дорог насчитывает 15530 километров (из них 6562 километра с асфальтобетонным покрытием), причём по их протяжённости область занимает 1-е место в Центральном федеральном округе и 4-е в России. По данным администрации области протяжённость автомобильных дорог регионального и межмуниципального значения на 2009 год составила 15347,8 км., а общая протяжённость дорожной сети — около 16 тысяч километров.
Через территорию области проходят две магистральные автомобильные дороги федерального значения:
- М10 E 105 AH8 автомагистраль «Россия» (Москва — Санкт-Петербург) считается осью автомобильных дорог региона[2], пересекает область с юго-запада на северо-восток и проходит от границы с Московской областью через Тверь (по объездной дороге) и Вышний Волочёк до границы с Новгородской областью;
- М9 E 22 автомагистраль «Балтия» (Москва — граница с Латвией) — проходит по южной части области в западном направлении от границы с Московской областью через Ржев до границы с Псковской областью; протяжённость в пределах область — 261 км, с подъездами к Оленино, Нелидово и Западной Двине — 276 км[2]. Участок дороги в Тверской области в 2000-е годы находился в аварийном состоянии, а проезд по ней (особенно весной) был сильно затруднён, что отрицательно сказывалось на экономическом развитии районов, через которые она проходит[8].

В регионе насчитывается 1936 автомобильных дорог регионального или межмуниципального значения (из них 43 дороги отнесены к I классу, остальные — ко II классу), общая протяжённость — 15347,8 км, некоторые из них:
- Р84 Тверь — Бежецк — Весьегонск — Устюжна (256,8 км.);
- Р85 Вышний Волочёк — Бежецк — Сонково (168,5 км.);
- Р86 Калязин — Кашин — Горицы — Кушалино (131,3 км.);
- А111 Торжок — Осташков (120,6 км.);
- «Москва — Рига» — Андреаполь — Пено — Хитино (111,7 км.);
- А112 Тверь — Ржев (107,3 км.);
- Р88 Торжок — Старица (106,6 км.).

## Автомобильный транспорт
Регион обладает развитой сетью общественного автотранспорта: по данным администрации области, маршрутная автобусная сеть насчитывает 639 маршрутов общей протяженностью 36685 километров, из которых 117 — городские, 388 — пригородные и 134 — междугородные.
В Тверской области развито междугородное и пригородное сообщение. От городского автовокзала курсируют междугородные рейсы, связывающие Тверь со всеми районными центрами области (за исключением Бологого, Вышнего Волочка, Лихославля и Спирова, легко доступных по железной дороге) и некоторыми другими населёнными пунктами Тверской области, а также соседних областей (Лотошино, Смоленск, Пестово, Шаховская), а также транзитные рейсы Москва — Весьегонск и Санкт-Петербург — Чебоксары. Наиболее востребованными являются междугородные автобусы от Твери на Бежецк, Конаково, Осташков, Ржев, Торжок, а самым продолжительным по времени — маршрут на райцентр Жарковский, который автобус проходит за 8 часов 25 минут.
Прямые автобусы Тверь — Москва и Москва — Тверь отправляются по мере заполнения, в среднем — каждые 2 часа, от привокзальной площади в Твери и от Ярославского вокзала в Москве соответственно.

## Железнодорожный транспорт
По состоянию на конец XX — начало XXI века Тверская область обладает развитой сетью железных дорог. Эксплуатационная длина железнодорожных путей, по данным администрации Тверской области, составляет 1800 километров, а густота железнодорожной сети составляет 2,14 километра пути на 100 квадратных километров площади. Железнодорожная магистраль Санкт-Петербург — Москва (главный ход Октябрьской железной дороги), пересекающая территорию области с северо-запада на юго-восток (участок длиной более 250 километров) и проходящая через областной центр, является основной железнодорожной линией в регионе и интенсивно эксплуатируется; по главному ходу обращается до 70 пар пассажирских поездов в сутки (в том числе до 30 пар поездов, соединяющих Москву с Санкт-Петербургом), а общее количество поездов, проходящих через станцию Тверь, по данным на лето 2009 год достигало 122 пар поездов в сутки.
Крупнейшие железнодорожные узлы области — Бологое, Ржев, Сонково. Станция Тверь (не являющаяся узловой) — крупнейшая станция по работе с пассажирами и грузами.
В декабре 2010 года в связи с задержкой автомобильного транспорта на железнодорожном переезде при проходе скоростного поезда «Сапсан» руководство области приняло решение о создании объездной автомобильной дороги на отрезке Обухово — Щербинино. После её создания автомобильный транспорт, среди которого и общественный, минует ж/д переезд.

## Электротранспорт в Твери
В областном центре — городе Твери действовали два вида городского пассажирского электротранспорта — Тверской трамвай (до 14 ноября 2018 года) и Тверской троллейбус (до 13 апреля 2020 года). Управление трамвайным и троллейбусным хозяйством осуществляло муниципальное унитарное предприятие «Городской электротранспорт». После признания МУП «ГЭТ» банкротом в октябре 2015 года управление перешло к муниципальному унитарному пассажирскому автотранспортному предприятию № 1 города Твери (МУП «ПАТП-1»).

## Внутренний водный транспорт
В 1703—1708 гг. по указанию Петра I в районе Вышнего Волочка был построен комплекс гидротехнических сооружений, связавших реки Тверцу (приток Волги) и Цну (бассейн Балтийского моря) — Вышневолоцкая водная система (первая искусственная водная система в России), а весной 1709 года на ней открылось судоходство; в конце 1710-х — начале 1720-х годов она была усовершенствована по проекту инженера М. И. Сердюкова, а в 1770-е — 1780-е годы и в 1940-е годы была реконструирована.
По данным администрации Тверской области, протяжённость внутренних судоходных путей на её территории составляет 384 километра, судоходные пути расположены на реке Волге (судоходна от Ржева, вместе с Иваньковским, Угличским и Рыбинским водохранилищами), её притоках, на озерах Селигер, Мстино, Пено, а также в пределах Вышневолоцкой водной системы. Период навигации составляет 200—210 суток.
В официальном перечне внутренних водных путей России 2002 года указаны:
- судоходные трассы на озере Селигер от пристаней Полново, Свапуще, Сорога, Заплавье, Могилево, Вясцо до г. Осташкова общей протяжённостью 185 километров;
- река Волга от города Ржева;
- притоки Волги: Шоша (от пристани Кабаново, 34 км.), Созь (от пос. 1-е мая), Тверца (от дер. Павловское), Донховка (от г. Конаково), Сосца (от пристани Головино), Дубна (от г. Дубна), Кимрка (от пристани Шутово), Хотча (от причала Дровяной склад), Медведица (от дер. Лужки), Нерль (от с. Троица), Большая Пудица (от пристани Неклюдово), Малая Пудица (от пристани Устиново), Кашинка (от г. Кашин), Жабня (от пристани Родионово).

Крупнейшим водно-транспортным узлом в регионе является Тверской речной порт, включающий речной вокзал и грузовые причалы. речной вокзал расположен на левом берегу Волги на стрелке реки Тверцы, на территории Заволжского района, и может принимать многопалубные пассажирские суда. Грузовой причал длиной 150 метров расположен на правом берегу Волги, на территории Московского района Твери оснащён портовыми кранами грузоподъёмностью до 15 тонн и может принимать суда с осадкой до 4 метров, в том числе суда смешанного плавания «река — море».

## Авиация
Воздушный транспорт представлен следующими аэродромами:
- Аэропорт Мигалово, который расположен на западной окраине Твери и управляется филиалом государственной транспортной компании Россия[17][18].
- Аэропорт Змеёво (бывший аэропорт малой авиации, переоборудованный в вертодром), на котором базируются авиакомпании Конверс-Авиа и Вертикаль-Т[19], находится недалеко от Твери.
- Авиабаза Хотилово находится недалеко от города Бологое, с 2007 года является аэропортом совместного базирования, на нём базируется специальный лётный отряд «Россия».
- Аэродром Борки используется как спортивный и находится в 4 км к югу от города Кимры.

Кроме того в регионе расположены два военных аэродрома: Андреаполь и Дорохово.

## Трубопроводный транспорт
По территории области проходят магистральные газопроводы Серпухов — Санкт-Петербург, Белоусово — Санкт-Петербург, Ухта — Торжок — Минск («Сияние Севера»), а также газопроводы-отводы от Московского кольца, обеспечивающие подачу газа потребителям в Тверской области. В Торжке находится одна из узловых точек Единой системы газоснабжения России.
По территории восточных районов области проходит Балтийская трубопроводная система (Ярославль — Кириши — порт Приморск), выведенная на проектную мощность в 2006 году.